# Wellington (Tamil Nadu)
Wellington es una ciudad y acantonamiento situada en el distrito de Nilgiris en el estado de Tamil Nadu (India). Su población es de 19462 habitantes (2011). Se encuentra a 11 km de Udhagamandalam y a 49 km de Coimbatore.

## Demografía
Según el censo de 2011 la población de Wellington era de 19462 habitantes, de los cuales 10867 eran hombres y 8595 eran mujeres. Wellington tiene una tasa media de alfabetización del 94,31%, superior a la media estatal del 80,09%: la alfabetización masculina es del 97,47%, y la alfabetización femenina del 90,23%.